# 布津厄 (比利时)
布津厄（荷蘭語：Boezinge，荷蘭語發音：[ˈbuzɪŋə]），又译布京厄，是比利时弗拉芒大區西佛兰德省的一个城镇。布津厄原为一独立市镇，1977年，布津厄并入市镇伊珀尔。